# AR-500 (航空機)
AR-500
- 用途：無人ヘリコプター
- 製造者：中国航空工業集団（AVIC）
- 運用者：

  -  中国（中国人民解放軍、海事局）
  -  ナイジェリア
- 初飛行：2020年11月27日[1]
- 運用状況：現役

AR-500は中国航空工業集団（AVIC）傘下の中航工業直昇機設計研究所（CHRDI）が開発する無人ヘリコプター。

## 派生型
AR-500B
コルベットや中国海警局の船舶など、小型の船舶で使用することを想定して開発された仕様。2020年11月28日に初飛行した。
AR-500C
標高の高い山岳地帯で運用するための派生型。2019年にAR-500Bをベースとして開発が開始され、2020年5月に初飛行した。
AR-500CJ
改良された艦載型。人民解放軍海軍の大型艦艇に搭載することを目的としており、2022年7月28日に初飛行した。Janes Information Servicesによれば、AR-500Cよりも大型化していると推測されているが、AVICは寸法を明らかにしていない。

## 諸元
出典: 
- 全長
  - AR-500B: 7.33メートル
- 全幅
  - AR-500B: 1.58メートル
- 全高
  - AR-500B: 2.43メートル
- 最高速度
  - AR-500B: 150km/h
  - AR-500C: 165km/h
  - AR-500CJ: 170km/h
- MTOW: 500kg
- 航続時間: 5時間
- 離陸可能高度
  - AR-500C: 5000m
- 巡航高度: 6700m（21982ft）
- 行動半径
  - AR-500CJ: 400km
- 通信可能半径
  - AR-500B: 150km
- ペイロード
  - AR-500B: 75kg
  - AR-500CJ: 80kg

## 運用者
- 中華人民共和国交通運輸部海事局（MSA）[5]
- ナイジェリア海軍 - 2022年時点で、最低4機のAR-500Bを導入したと報じられている[6]